# جورج كلارك
جورج كلارك (بالإنجليزية: George Clarke)‏ (24 يوليو 1900 في المملكة المتحدة - 11 فبراير 1977) هو لاعب كرة قدم إنجليزي في مركز الوسط. لعب مع أستون فيلا وكريستال بالاس وكوينز بارك رينجرز ونادي فوكستون.